# Даніель Брендель фон Гомбург
Даніель Брендель фон Гомбург (нім. Daniel Brendel von Homburg, нар. 22 березня 1523 — пом. 22 березня 1582 року) — 61-й архієпископ Майнца в 1555—1582 роках.

## Життєпис
Походив з майнцького шляхетського роду Брендель фон Гомбург. Син Фрідріха Брендель фон Гомбург, віздома (голови канцелярії) курфюрста Майнцького, і Маргарити Рідезел фон Беллерсгайм. Народився 1523 року в м.Ашаффенбург. З дитинство визначений для церковної кар'єри.
Був каноніком Шпеєрського собору, потім схоластиком Майнцького собору, 1548 року призначено головою майнцького к апітулу. 22 квітня 1555 року обирається архієпископом Майнцьким, випередивши на 1 голос свого суперника — лютеранина Рейгарда Віттельсбаха з пфальцграфства Зіммерн. Втім хіротонія відбулася лише 1557 року. На той час його дохід скаладав 100 тис. флоринів. 1559 року придбав для архієпископства місто Рінек.
Розпочав активну політику Контрреформації, в чому покладався на єзуїтів, які пртягом 1560—1570-х роках активно готували церквоні кадри. За підтримки Даніеля Брендель фон Гомбурга вони практично взяли під контроль Майнцький університет.
Дотримувався союзу з Габсбургами, а також забезпечив нейтралітет курфюрства Саксонського. 1562 року на виборах імператора підтримав кандидатуру Максиміліана Габсбурга, якого у 1564 році коронував.
У 1570 році монастир Св. Гангольфа перейшов у власність архієпископа, який наказав у 1585—1581 рах перебудувати. У 1572 року вступив в суперечку з лютеранином Йоганном Вільгельмом I, герцогом Саксен-Веймарським, щодо призначень священників до області Айхсфельд. 1574 року архієпископ прибув до Айхсфельду. Для зміцнення католицького впливу у 1575 році в головному місті Айхсфельду — Гайлігенштадті архієпископ Майнцький заснував колегіум єзуїтів. В тому ж році на виборах нового імператора підтримав кандидатуру Рудольфа Габсбурга.
У 1581 році придбав для архієпископства міста Еппштайн і Кенігштайн-ім-Таунус.Помер 1582 року.